# Centrale thermique de Lucciana
La centrale thermique de Lucciana est une centrale thermique au fioul, située en Corse sur la commune de Lucciana, à une vingtaine de kilomètres au sud de Bastia. Elle est divisée en deux parties. Une centrale A « de pointe » d'une puissance de 105 MW électrique composée de 4 turbines à gaz entrainant 4 alternateurs et d'une centrale B « de base » de 128 MW composée de 7 moteurs Diesel entrainant 7 alternateurs.

## Présentation
La centrale est un des éléments essentiels du système électrique de la Corse qui n'est que partiellement connecté au réseau électrique du continent. Elle est située dans la zone industrielle de Casamozza à côté du poste de conversion de la liaison à courant continu Italie-Corse-Sardaigne.
La centrale « B », mise en service en 2014 est une centrale « de base » d'une puissance de 128 MW, elle est composée de 7 moteurs Diesel et d'alternateurs qui alimentent le réseau électrique à tout moment. Les moteurs MAN 18V48/60 ont une puissance de 18,3 MW chacun et sont alimentés en fioul à très basse teneur en soufre. Ils pourront être convertis au gaz naturel.
La centrale « A », est composé de 4 turbines à gaz et d'alternateurs pour une puissance de 105 MW (TAC no 1 et 2 de 20 MW, TAC no 3 de 25 MW et TAC no 4 de 40 MW). C'est une centrale « de pointe », Les turbines sont mises en route pour passer les pointes de consommation. EDF s'est engagée à n'utiliser les TAC no 1 et 2 qu'en cas d'urgence et au maximum 500 h/an pour chacune d'elles, l'utilisation de la TAC no 3 est limitée de telle sorte que la durée d'utilisation des TAC 1, 2 et 3 ne dépasse pas 1 500 h/an et la TAC no 4 est limitée à 3 500 h/an.
En cas de raccordement de la Corse au futur gazoduc GALSI (projet de gazoduc entre l'Algérie et l'Italie via la Sardaigne), la centrale pourra être convertie au gaz naturel.

## Historique
1972 : Mise en service de la centrale. Elle est composée de moteurs Diesel et d'alternateurs pour une puissance de 55 MW.
1992 : Mise en service de 2 turbines à gaz de 20 MW chacune fonctionnant au fioul et de 2 alternateurs.
1993 : Mise en service d'une turbine à gaz de 25 MW fonctionnant au fioul et d'un alternateur.
2008 : Mise en service d'une turbine à gaz de 40 MW fonctionnant au fioul et d'un alternateur.
décembre 2013 - 2014 : Mise en service progressive des 7 moteurs Diesel de la centrale de Lucciana « B » et de 7 alternateurs. 
27 mars 2014 : Arrêt définitif de l'ancienne centrale datant de 1972.